# Dandridge
Dandridge is een plaats (town) in de Amerikaanse staat Tennessee, en valt bestuurlijk gezien onder Jefferson County. In 1864 vond er de Slag bij Dandridge plaats. 

## Demografie
Bij de volkstelling in 2000 werd het aantal inwoners vastgesteld op 2078.
In 2006 is het aantal inwoners door het United States Census Bureau geschat op 2445, een stijging van 367 (17,7%).

## Geografie
Volgens het United States Census Bureau beslaat de plaats een oppervlakte van
13,9 km², geheel bestaande uit land.

## Plaatsen in de nabije omgeving
De onderstaande figuur toont nabijgelegen plaatsen in een straal van 24 km rond Dandridge.